# NGC 3292-2
NGC 3292-2 je lećasta galaktika u zviježđu Sekstantu.

## Vanjske poveznice
- (eng.) SEDS: NGC 3292-2
- (eng.) Revidirani Novi opći katalog
- (eng.) Izvangalaktička baza podataka NASA-e i IPAC-a
- (eng.) Astronomska baza podataka SIMBAD
- (eng.) VizieR